# Durcissement (phonétique)
Pour les articles homonymes, voir durcissement.
La phonétique articulatoire appelle durcissement d'un phone l'ensemble des modifications qui induisent un renforcement articulatoire de ce phone, abaissant son niveau sur l'échelle de sonorité.
Ce « durcissement » peut être réalisé par la transformation :
1. d'une consonne sonore en consonne sourde (on parle alors plus spécifiquement de dévoisement) ;
2. d'une consonne sonante (semi-voyelle, spirante, vibrante ou nasale) en consonne obstruante (fricative, occlusive ou affriquée)  ;
3. d'une consonne fricative en consonne occlusive.

Le durcissement est le phénomène inverse de la lénition.

## Durcissement par dévoisement
De nombreuses langues, comme l'allemand, le néerlandais, le breton et la plupart des langues slaves, présentent des phénomènes réguliers de dévoisement final, où des consonnes sonores en fin de mot sont remplacées par leur équivalent sourd. Comparer par exemple en allemand, Tag [tɑːk] « jour » ~ Tage « jours » [tɑːgə].
Dans les langues brittoniques (breton, cornique, gallois), le durcissement est régulièrement provoqué par certains suffixes ou la rencontre de certaines consonnes : la terminologie grammaticale de ces langues désigne plus précisément ce phénomène sous le nom de provection. En gallois, teg « beau » ~ tecach « plus beau », pysgod « poissons » ~ pysgota « pêcher », pobi « cuire » ~popty « four ». En breton et en cornique, ce phénomène existe aussi à l'initiale, où il est intégré au système de mutations consonantiques de ces langues : on parle de mutation durcissante. En breton, breur « frère » ~ ho preur « votre frère », bag « bateau » ~ ez pag « dans ton bateau ».
Le dévoisement peut également exister comme phénomène de phonétique historique. Par exemple, les mots allemands Tag, tot, trinken  « jour, mort, boire » comparés à leurs équivalents néerlandais dag, dood, drinken ou anglais day, dead, drink montrent un dévoisement du [d] initial en [t] du fait de la seconde mutation consonantique.

## Durcissement de sonante en obstruante
Le durcissement des semi-voyelles [j] et [w] est un phénomène relativement courant dans l'évolution phonétique des langues. [j] tend alors à évoluer vers des fricatives et occlusives coronales ou palatales, et [w] tend à se durcir vers [β], qui évoluer en [v] ou [b], ou bien vers [gw], qui peut évoluer en [g].
Par exemple, dans l'évolution du latin vers les langues romanes :
- [j] initial s'est durci en affriquée sonore [dʒ], laquelle a pu ensuite évoluer en fricative sonore [ʒ]. Exemple : latin jocus [ˈjɔkus] → italien gioco [ˈdʒɔko], occitan jòc [ˈdʒɔk], portugais jogo [ˈʒɔgu], espagnol juego [ˈxweɣo] (avec dévoisement et rétraction en [x]), français jeu [ʒø], roumain joc [ʒok].
- Parallèlement, le v prononcé [w] en latin classique a évolué vers [β] et [v] le plus souvent dans la plupart des langues (ou [b] par bêtacisme, notamment en espagnol). Exemple : latin vīnum [wiːnum] → portugais vinho ['viɲu], espagnol vino ['bino], français vin [vɛ̃], italien vino ['vino], roumain vin ['vin].
- Après cette transformation du v latin, le son [w], réintroduit dans les emprunts lexicaux germaniques, a été souvent durci en [gw] (puis souvent simplifié en [g], ce que fait systématiquement le français). En ancien bas-francique *wardōn[1] (cf. allemand warten, anglais ward) → espagnol guardar [gwaɾˈdaɾ], italien guardare [gwarˈdare], ancien français warder, guarder [gwarˈdeɾ], français garder [gaʁde].

Les langues germaniques montrent d'autres exemples de durcissement de semi-voyelles :
- Le [w] germanique originel, conservé tel quel en anglais, est devenu [v] en allemand et dans les langues scandinaves.
- En gotique et en vieux norrois, les semi-voyelles géminées ont dégagé des occlusives selon la loi de Holtzmann : jj et ww sont devenus respectivement ddj et ggw en gotique, ggj et ggw en vieux norrois. En gotique, triggws ~ vieux norrois tryggr, en face de l'anglais true « vrai » et du néerlandais trouw « fidèle » ; gotique twaddje, ancien nordique tveggja, en face du vieux haut-allemand zweiio « de deux »[2].

Dans les langues brittoniques (breton, cornique, gallois) :
- [w] est régulièrement devenu [gw] à l'initiale. L'emprunt latin vīnum est devenu gwin.
- [j] intervocalique s'est souvent durci en dégageant une fricative dentale [ð] (puis l'alvéolaire z en breton). On peut comparer les mots gallois newydd, cornique nowydh, breton nevez signifiant « neuf, nouveau » au gaulois nouiio[3].

D'autres durcissements de sonantes sont possibles. Par exemple, en gallois, la spirante latérale [l] s'est changée en fricative latérale [ɬ] à l'initiale, laquelle s'écrit ll. En brittonique, *lētos → gallois llwyd, mais en breton, loued « gris ». En latin, lactis → gallois llaeth, mais en breton, laezh « lait ».

## Durcissement de fricative en occlusive
La prononciation [b] du v initial en espagnol (bêtacisme) procède historiquement d'un durcissement en occlusive.
Le durcissement des fricatives dentales [θ] et [ð] en occlusives [t] et [d] est une évolution phonétique assez courante. Elle s'observe notamment dans les langues germaniques, où le [θ] initial d'origine ne s'est conservé qu'en anglais et en islandais : « remercier », en anglais thank et en islandais þakka mais en allemand danken, en néerlandais danken, en danois takke, en norvégien takke (bokmål) / takka (nynorsk), en suédois tacka.